# Kingsley Sarfo
Kingsley Kofi Sarfo (* 13. Februar 1995 in Kumasi) ist ein ghanaischer Fußballspieler.

## Leben
Sarfo kam bereits als Teenager nach Schweden und spielte dort für verschiedene Fußballvereine. Zuletzt war er Mittelfeldspieler bei dem Verein Malmö FF. Er galt zwischenzeitlich als Kandidat für die schwedische Fußballnationalmannschaft. Der schwedische Fußballverband hatte sich bereits um ein beschleunigtes Einbürgerungsverfahren für ihn bemüht. 2017 entschied sich Sarfo, für die Fußballnationalmannschaft seines Geburtslandes zu spielen. Er gab sein Debüt bei der Qualifikation zur Fußball-Weltmeisterschaft 2018 gegen Uganda.
Am 8. Juni 2018 wurde er von einem schwedischen Gericht wegen Missbrauchs einer 14-Jährigen zu einer Freiheitsstrafe von zwei Jahren und acht Monaten verurteilt. Wenige Tage danach wurde er von Malmö FF entlassen.